# ペッツバールレンズ

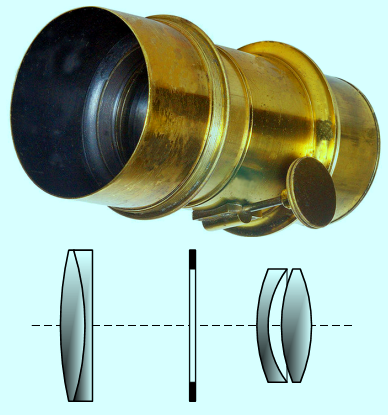
ペッツヴァルポートレートレンズ。

ペッツバールレンズ（Petzval lens）とは世界で初めて実用化された写真撮影用の対物レンズである。ペッツバール対物（Petzval objective）とも呼ばれる。1840年にウィーン工学研究所のレンズ設計者で数学者のジョセフ・マキシミリアン・ペッツヴァールによって発明された。このレンズの発明により写真撮影に必要な露光時間が大幅に短縮され写真の実用化が進んだ。フォクトレンダー社は、1840年にペッツバールに代わって最初のペッツバールレンズを製造し、ヨーロッパ中で知られるようになった。その後、ウィーンの光学機器メーカーであるカール・ディーツラーも製造を行った。 

## 歴史
写真撮影においてペッツバールレンズは革命的であり、写真の歴史の中で初めて数学的に計算された精密対物レンズであったため、科学界の注目を集めた。ペッツヴァルのレンズは2つの新機能を確立した。1つは、以前のレンズと比較して高速で、最大口径は1：3.6だった。 1839年に開発されたダゲレオタイプカメラのレンズと比較して、ペッツバールレンズは22倍の集光能力を備えており、露光時間が1分未満の良好な条件下で初めてポートレート撮影を可能にした。
さらに、ペッツバールは初めて光学法則に基づいてレンズの組成を計算した、以前の光学系は経験に基づいて研磨されていた。計算のために、8人の砲兵将校と3人の下士官がオーストリアのルイ大公によって派遣され協力した。当時は砲兵が数学的計算を行っていた数少ない職業の1つであったためである。
1845年までに、レンズの製造ライセンスを保持していたフォクトレンダーとのペッツバールの協調関係は「論争に巻き込まれた」ようになりました。フォクトレンダーは生産をオーストリア国外に移したため、ペッツバールの特許制限に引っかかりました。 ペッツバールの対物レンズは、フォクトレンダーによって作成され、世界中で販売されました。 1862年までにフォクトレンダーは60,000台を生産していた。

ペッツバールの設計の欠点の1つは、エッジのシャープネスが急激に低下することでした。これは、フーゴー・アドルフ・シュタインハイルによって開発されたペリスコープレンズで解決された。

## 光学設計
レンズは、間に絞りを備えた2つのダブレットレンズで構成されていました。フロントレンズは球面収差に対して十分に補正されていますが、コマ収差が発生します。 2番目のダブレットレンズはこれを修正し、ストップの位置はほとんどの非点収差を修正します。ただし、これにより、像面湾曲と口径食が発生する。したがって、全体の視野は約30度に制限される。 F値は3.6と当時としてはかなり明るいレンズで他のレンズよりも早く写真を感光させることが出来た。

## レンズの再生産
2013年、 Lomographyはkickstarter.comでクラウドファンディングキャンペーンを開始し、ロシアでフィルムカメラとデジタルカメラ用の新しいペッツバールレンズを製造した。
Lensbabyは、BurnsideおよびTwistの名前で最新のカメラ用のPetzvalレンズを提供している。 
William Opticsは、天体写真用に51 mm F / 4.9（焦点距離250 mm）のペッツバールレンズを製造している。

## イメージギャラリー

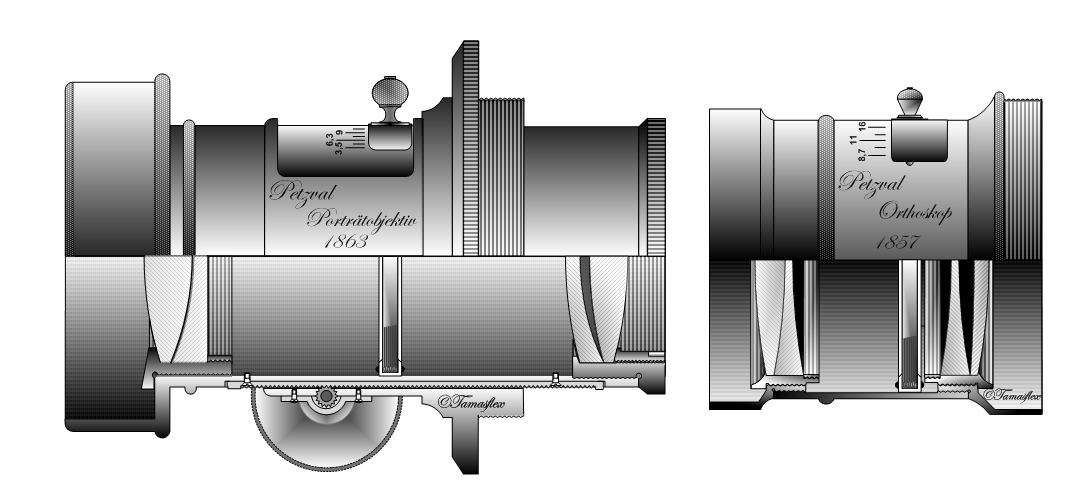
ペッツバール対物レンズの断面図：ポートレート対物レンズ（ドイツのPorträtobjektiv ）と接眼レンズ（ドイツのOrthoskop ）。
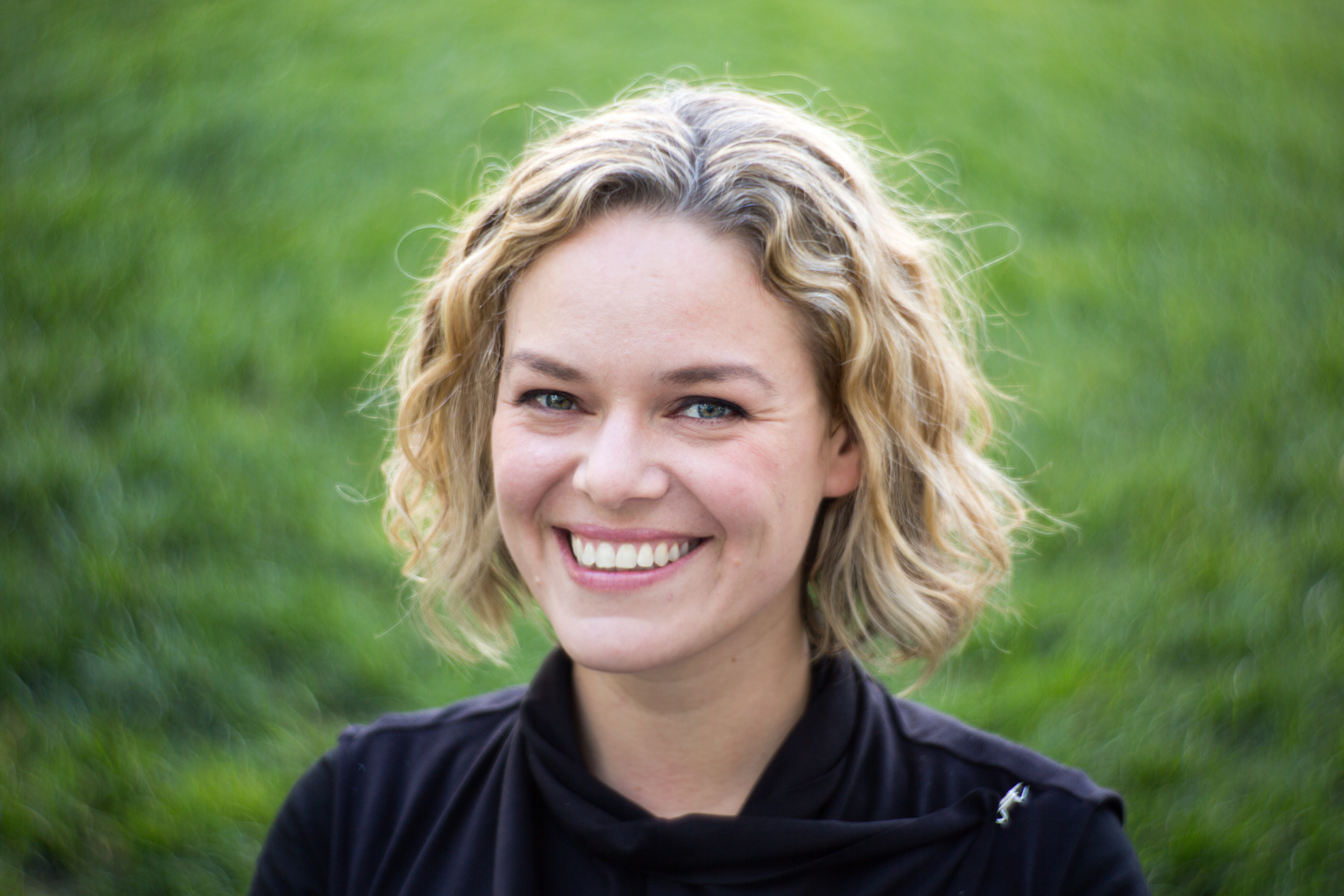
ペッツバールレンズを使うトイカメラで撮影されたキャサリン・マーのポートレート写真の例。独特の「渦巻き状」のボケが出ていることに注意。
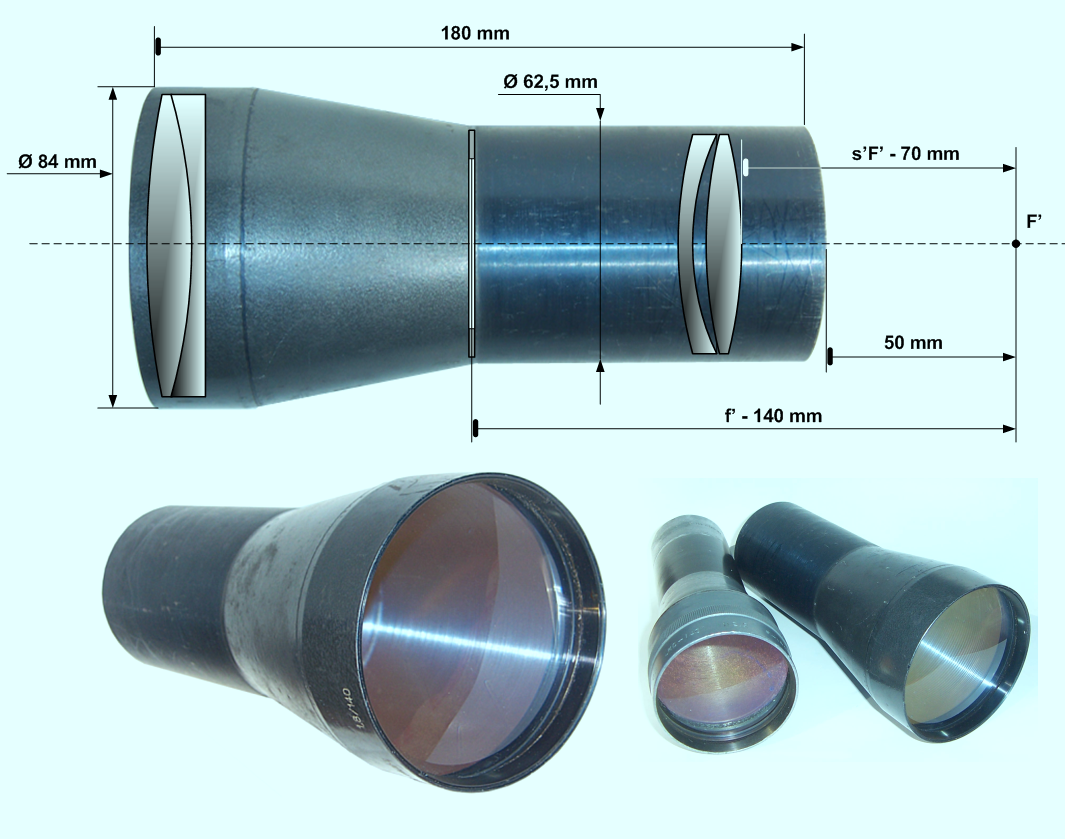
ペッツバール型映写レンズ